# Lucas Christiaan Dumont
Lucas Christiaan Dumont (Utrecht, 7 december 1865 - Haarlem, 22 juni 1935) was een Nederlandse architect die bouwkundig en stedenbouwkundig actief was, vooral voor de gemeente Haarlem.
In Utrecht was Dumont werkzaam bij de Compagnie des Eaux d'Utrecht/ Utrechtsche Waterleiding Maatschappij (UWM). Voor de UWM ontwierp hij daar de watertorens aan de Lauwerhof (circa 1895) en de Riouwstraat (1897). In Haarlem was hij stadsarchitect en van 1902 tot 1930 eerste directeur van Openbare Werken. Voor die stad ontwierp hij o.a. rond 1906 de Laurens Janszn Costerschool (HBS-B), de MULO in 1907 en in 1912 het Frans Hals College (HBS-A). Met fondsen van de Historische Vereniging Haerlem herbouwde hij het torentje op het Haarlemse Stadhuis. Verder was hij architect van de restauratie en verbouwing van het Oudemannenhuis tot het Frans Halsmuseum. Dumont maakte in stedenbouwkundig opzicht voor Haarlem diverse uitbreidingsplannen.

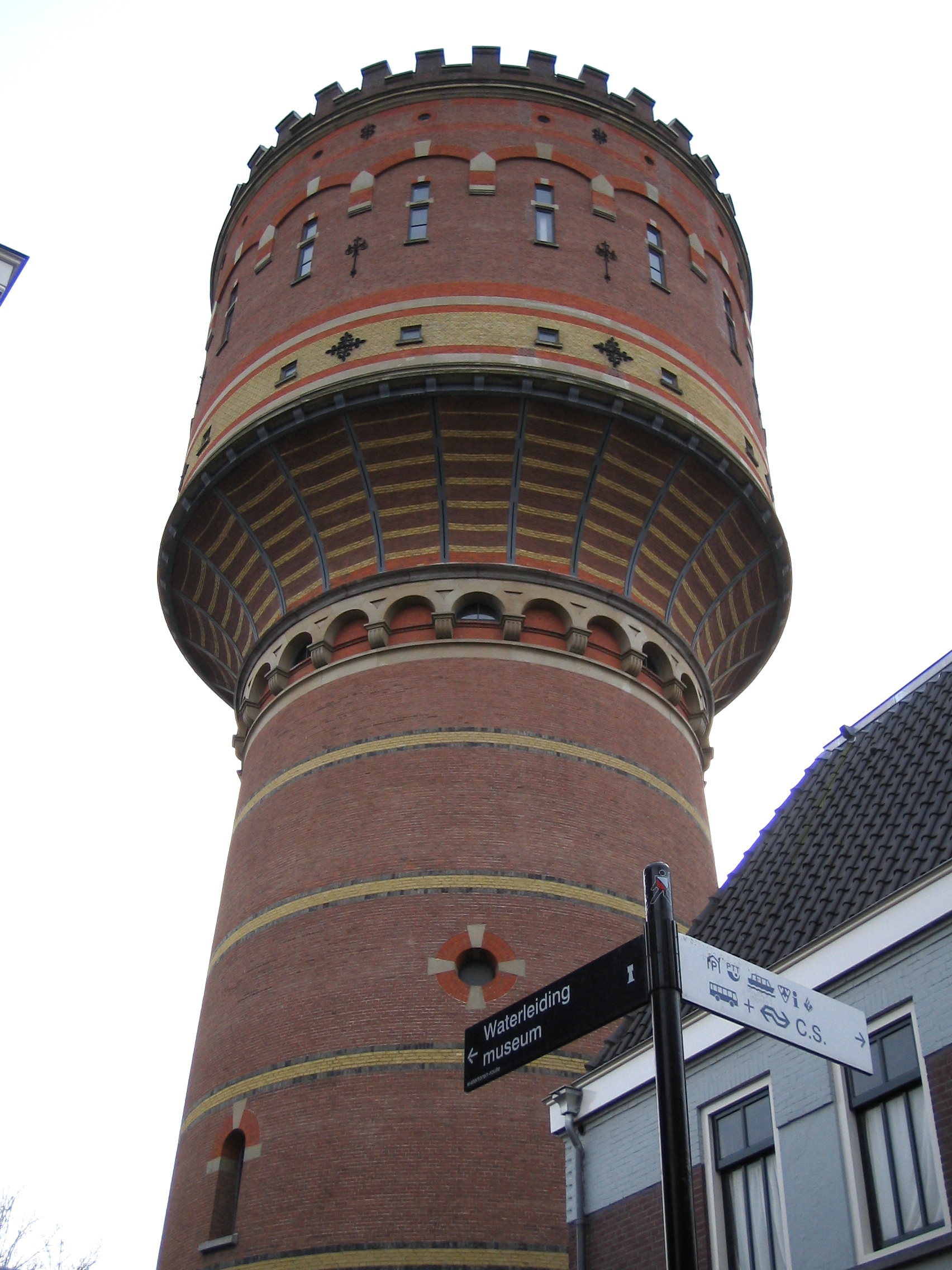
Utrecht, watertoren aan de Lauwerhof
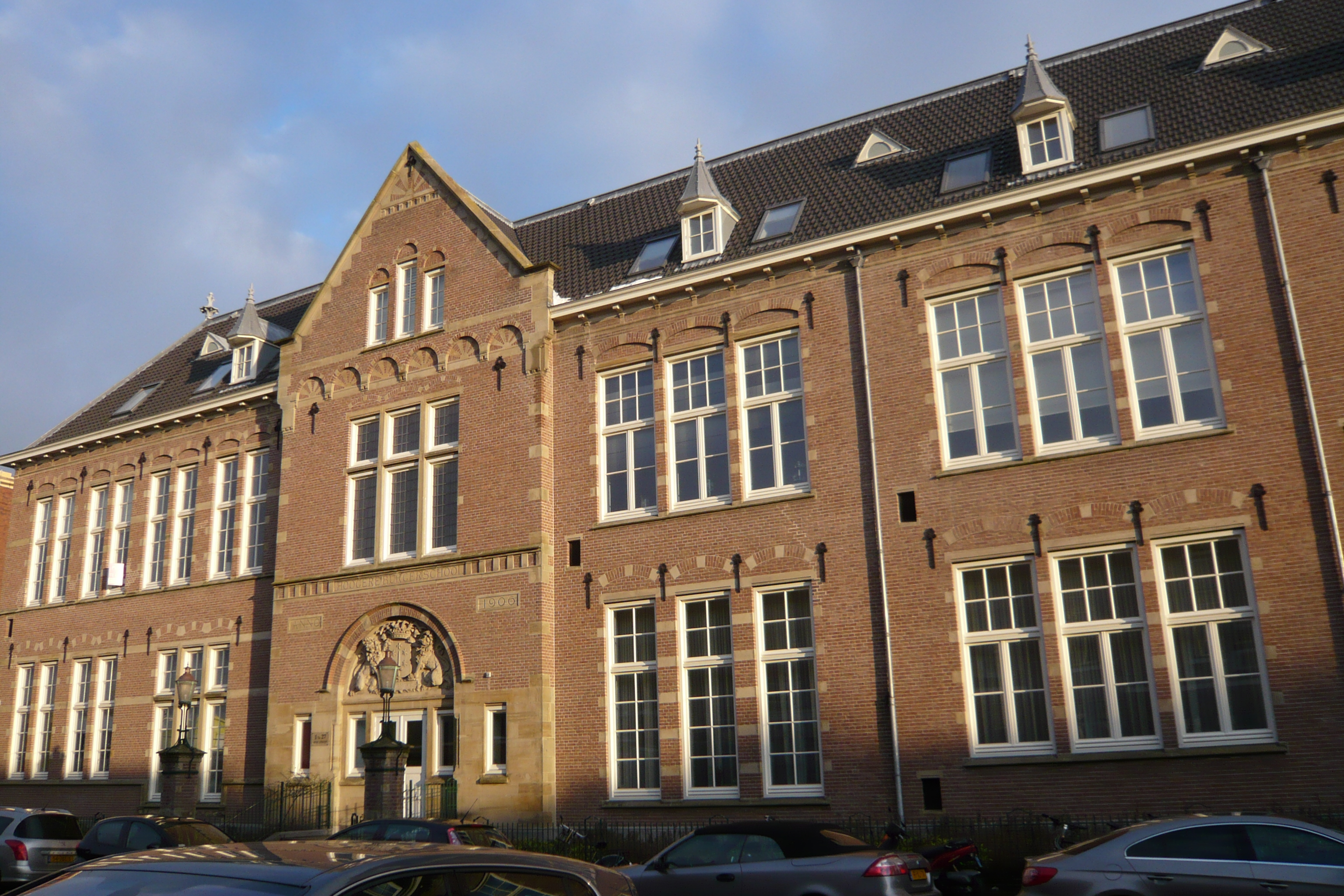
Haarlem, HBS-B